# Двое на голой земле
«Двое на голой земле» — советский фильм 1989 года режиссёра Леонида Белозоровича по одноимённой повести Владимира Карпова.

## Сюжет
Действие происходит в послевоенные (после Великой Отечественной войны) годы. Бросивший семью много лет назад отец встречает взрослого сына.

## В ролях
- Валерий Порошин — Алексей Григорьевич Ладов
- Борис Шувалов — Витька, его сын
- Нурия Ирсаева — Ирина, мать Витьки
- Наталья Хорохорина[1] — хозяйка дома
- Аброр Турсунов
- Сергей Барабанщиков — Семён, племянник Ирины
- Зоя Буряк — Люба, подруга Витьки
- Ольга Кравченя
- Сергей Николаев
- Игорь Пушкарёв
- Светлана Харитонова — тётя Соня
- Александр Шишкин

## Съёмочная группа
- Авторы сценария: Леонид Белозорович, Владимир Карпов
- Режиссёр: Леонид Белозорович
- Оператор: Николай Пучков
- Художник: Виктор Сафронов
- Композитор: Александр Кобляков
- Звукорежиссёр: Игорь Строканов